# Enrique Correa Cañedo
Enrique Correa Cañedo (Madrid, 16 de septiembre de 1889 -Lérida, 2 de noviembre de 1954) fue un militar español.

## Biografía
Militar profesional, pertenecía al arma de infantería del Ejército de Tierra. En julio de 1936, al estallido de la Guerra civil, ostentaba el grado de comandante y se encontraba destinado en el Regimiento de infantería «Albuera» n.° 16, con base en Lérida. Se mantuvo fiel a la República, integrándose en el Ejército Popular de la República. A mediados de 1937, tras haber ascendido al grado de teniente coronel, asumió el mando de la 146.ª Brigada Mixta en el frente de Aragón. Durante la ofensiva de Aragón llegó a mandar brevemente la División «A», formada con unidades republicanas desperdigadas que se habían retirado a retaguardia.